# Guui (metropolitana di Seul)
Guui (구의역 - 九宜驛, Guui-yeok ) è una stazione della metropolitana di Seul servita dalla linea 2 della metropolitana di Seul. La stazione si trova nel quartiere di Gwangjin-gu, nel centro di Seul.

## Linee
Seoul Metro
● Linea 2 (Codice: 213)

## Struttura
La stazione è realizzata su viadotto, e ciascun binario è dotato di porte di banchina a protezione dei binari. Sono presenti due aree tornelli, una per ciascuna direzione, e quindi una volta entrati non è possibile cambiare banchina.
| Circ. interna | ● Linea 2 | per Jamsil, Sports Complex, Seolleung e Gangnam     |
| Circ. esterna | ● Linea 2 | per Geondae-ipku, Seongsu, Wangsimni e Euljiro 3-ga |

## Stazioni adiacenti
| «            | Servizio | »         |
| Linea 2      | Linea 2  | Linea 2   |
| ------------ | -------- | --------- |
| Geondae-ipgu | -        | Gangbyeon |